# Leszek Rajski
Leszek Rajski (25 novembre 1983) è uno schermidore polacco, specializzato nel fioretto.

## Palmarès
- Europei

Zagabria 2013: argento nel fioretto a squadre.
Novi Sad 2018: bronzo nel fioretto a squadre.
Antalya 2022: bronzo nel fioretto a squadre.